# Битка код Зумаила
Битка код Зумаила (арапски: معركة الزميل) је битка која је вођена је 633. године у Месопотамији (садашњи Ирак). Ова битка је представљала велику победу муслимана у њиховом освајању тог подручја. Под окриљем ноћи арапски муслимани су са три различите стране напали хришћанско-арапске снаге, одане Сасанидском царству. Хришћанско-арапске снаге нису могле да издрже изненадни напад муслимана и убрзо су се разбежале, али нису успеле да побегну са бојног поља и постале су жртве тространог напада војске Халида ибн ел Валида. Код Зумаила је Халидов корпус побио скоро целу хришћанску арапску војску.

## Позадина
Када је Халид ибн Валид отишао из Ајн ел Тамра у Думат Ел Џандал како би помогао Ијаду ибн Ганму, персијски двор је поверовао да се Халид вратио у Арабију са великим делом своје војске. Персијци су одлучили да муслимане одбаце назад у пустињу и поврате територије и углед који је царство изгубило. Персијци су одлучили да се више неће борити против Халида, али били су прилично спремни да се боре против муслимана без Халида ибн ел Валида. Халид ибн ел Валид их је прво победио у бици код Музајаха, а затим је напредовао према Санију и победио тамошњу арапску војску и на крају победио последњу војску код Зумаила.
То тог тренутка је Бахман прикупио нову војску, коју су једним делом чинили преживели из битке код Улаиса, делом ветерани из гарнизона у другим деловима царства, а делом и неискусни регрути. Ова војска је сада била спремна за битку. Међутим, са својим бројним неискусним регрутима, није била истог квалитета као војске које су се бориле против муслимана јужно од Еуфрата. Бахман је одлучио да не пушта у борбу ову војску све док њене снаге не буду појачане великим снагама хришћанских Арапа који су остали одани царству. Стога је покренуо преговоре са Арапима.
Хришћански Арапи су са се радо одазвали позиву и оберучке га прихватили о чему су известили нестрпљиви сасанидски двор. Осим пораза у бици код Ајн ел Тамра, разјарени Арапи са овог подручја такође су захтевали освету због убиства свог великог племенског вође, Ака ибн Кајс ибн Башира. Они су притом били забринути услед чега су желели да поврате своју земљу коју су им муслимани преотели,као и да ослободе своје другове који су пали у заробљеништво освајача. Велики број кланова почео је да се припрема за рат. Бахман је поделио персијске снаге на две теренске војске и послао их из Ктесифона. Једана се под Рузбехом преместила у Хусаид, а друга, под Зармахром, је прешла у Ханафис. У овом периоду те две војске налазиле су се у одвојеним областима ради лакшег кретања и управљања, али оне нису требале да напусте ове локације све док хришћански Арапи не буду били спремни за борбу. Бахман је планирао да сконцентрише целокупну царску војску како би сачекао муслимански напад или кренуо на југ како би се сукобио са муслиманима код Хире.
Али хришћански Арапи још нису били спремни. Формирали су две групе: прву, под вођством Хузаил бин Имрана,која се концентрисала код Музајаха; другу, под заповедништвом Рабиа бин Буџаира,која се окупила на два места која су се налазила у непосредној близини једно другом - Санија и Зумаила. Ове две групе, би се кад буду спремне, придружиле Персијаницима и формирале једну велику, моћну војску.
То је ситуација која је дочекала Халида по доласку у Хиру из Думат Ел Џандала негде за време четврте недеље у септембру 633. године. Ситуација је могла попримити опасне размере, али само у случају када би се четири царске војске успеле ујединити и предузети офанзивне акције против Хире. Халид је одлучио да крене у борбу и уништи сваку царску војску понаособ. Имајући на уму ову стратегију, он је поделио муслимански гарнизон из Хире на два корпуса, од којих је један ставио под заповедништво Ел Каке ибн Амр ат Тамимија, а други под Абу Лаилуом. Халид их је обојицу послао у Ајн ел Тамр, где ће им се он нешто касније придружити, након што се буду одмориле трупе које су ратовале код Думат Ел Џандала.
Неколико дана касније цела муслиманска војска била је сконцентрисана у Ајн ел Тамру, осим малог гарнизона остављеног под Ијад ибн Ганмом који је имао задатак да се брине о Хири. Војка је сада била организована у три корпуса од по око 5.000 људи, од којих је један део био чуван у резерви. Халид је послао Ел Каку ибн Амр ат Тамимија у Хусаиду и Абу Лаилу у Ханафис са наредбама за уништење персијских снаге на тим положајима. Халид је имао намеру да крене у брзу и истовремену борбу са обе персијске војске, тако да ни једна не може побећи, док би друга била разбијена на комаде. Али су изгледи за овако нешто били врло мали; јер је марш до Ханафиса био дужи него до Хусаида, а Абу Лаила није успео да премести своје снаге довољном брзо чиме би надокнадио ову разлику. У међувремену, Халид је остао са својим резервним корпусом у Ајн ел Тамру како би се заштитио од било каквог офанзивног покрета из Санијиа и Зумаила у правцу према Хири. Кака је поразио персијску војску код Хусаида, а преостала војска се повукла у Ханафис. Када је заповедник војске у Ханафису чуо за победу Муслимана код Хусаида; повукао је своје снаге у Музајах и придружио се хришћанским Арапима. Код Музајаха је та војска поражена у бици код Музајаха касније а затим је исто учињено и са војском код Санија.

## Халидов маневар
Преостали циљеви били су Музајах, Санија и Зумиал. Халид ибн ел Валид је одабрао Музајах. Други циљеви су били од мањег значаја због чега се њима могао касније позабавити, јер су до тог тренутка Халидови шпијуни успели да утврде тачан положај царских логора у Музајаху, Санију и Зумиалу, а за постизање овог циља осмислио је маневар какав се, ретко када практиковао у историји ратовања, и био је један је од најтежих за контролу и координацију – при је маневар вршен као истовремено умеравање напада из три правца на исту тачку усред ноћи.

## Битка
Након две или три ноћи битке код Санија, Халид је са три корпуса стиго  по ноћи до Зумаила и напао хришћанске арапске снаге са три различите стране, као што је  раније и планирано. Хришћанске арапске снаге нису биле у стању да издрже изненадни напад муслимана и убрзо су се разбежале, али нису успеле да побегну са бојног поља и постале су жртве тространог напада војске Халида ибн ел Валида. Код Зумаила је Халидов корпус побио готово целу хришћанску арапску војску.

## Последице
Овим  борбама је била окончана персијску контрола над Месопотамијом, која је коначно пала у руке Исламског калифата.